# Chiesa di San Maurizio (Cama)
La chiesa parrocchiale di San Maurizio è un edificio religioso che si trova a Cama, nel Cantone dei Grigioni.

## Storia
La costruzione viene citata per la prima volta in documenti storici risalenti al 1219; nei secoli successivi è stata oggetto di numerosi rimaneggiamenti che hanno radicalmente mutato l'aspetto originario dell'edificio: nel 1611 viene costruito il coro e viene prolungata la navata, nel 1662 vennero costruiti il campanile ed una cappella laterale, nel 1860 venne realizzata la copertura della navata.

## Descrizione
La chiesa si presenta con una pianta a navata unica con copertura a botte e diverse cappelle laterali. 